# 高智晟
高智晟（1964年4月20日—），中国陕西省榆林市佳县人，中华人民共和国律师，於1996年起執業即長期替弱势群体维权，曾經代理多宗民众维权案件控告地方政府，据称被外界稱為「中國良心」、2001年在中國大陸司法部與官方媒體活動獲「全国十佳律师」。美聯社指其為「中国维权律师界的领军人物」廣受尊敬，被中國大陸法律界人士稱為「中国维权运动的先行者」、「中国全民维权意识觉醒的引领人」，也因此遭受當局最嚴厲的迫害。
他為當局眼中的敏感個案辯護，包括法輪功修煉者、地下基督教徒以及與官員發生糾紛的底層農民和私營企業家。尤其自2004年底開始多次上書中国大陸政府高层，要求改變對法輪功等群體的非法處理手段，並參與對法輪功學員器官遭當局活摘指控的調查，前加拿大亚太司司长大衛·喬高形容他是曼德拉和甘地的結合體，是「地球上最勇敢的律师之一」。三度獲得諾貝爾和平獎提名，但高的名字，在中國的搜索引擎、微博，是無法搜索到的「敏感詞」。2005年11月，高智晟成为基督徒並與妻子公開宣佈退出共產黨。
高智晟曾多次被中國共產黨、610辦公室以黑社会手段骚扰，並遭受酷刑。2006年8月遭吊銷執照、秘密綁架並遭約4個月酷刑，北京法院2006年12月22日以“煽动颠覆国家政权罪”判处高智晟律师有期徒刑三年，缓刑五年。但在緩刑期間就多次遭秘密綁架、酷刑，2007年發表《致美國國會公開信》描述中國人權實況、呼籲美國抵制2008年北京奧運，不久後遭持續酷刑近兩個月。2009年2月更与外界失联近兩年，在國際壓力下2010年4月一度現身北京接受美联社采访， 后再度与外界失联20個月，美聯社因此披露高又受到長期、更嚴重的非人道酷刑。聯合國、美國國務院、英國政府、歐盟、人權觀察等多國政府及國際組織長期聲援並持續要求中共當局無條件釋放高智晟。
周永康2014年7月落馬後，高同年8月7日三年冤獄屆滿，高雖如外界呼籲如期釋放，但身心狀況極差，BBC引述人權組織說法「高在監獄被完全摧毀」，精神、肉體都受嚴重酷刑，且被剝奪與人交流的權利，記憶、語言功能嚴重衰退。此外，高仍受到嚴密的監控，並未獲真自由。
高智晟曾說「今天我要是敗了，就再沒人會相信天理了！所以掌握天理的人祂不會袖手旁觀！所以神在和我們並肩作戰！」2006年出版《神與我們並肩作戰》。王丹贊高為「中國英雄」。胡佳說：“高智晟愿意帮助那些在中国社会遭遇广泛迫害的人，那些其他人不敢走近的人」。美聯社引述美國學者孔傑榮讚譽高「是一位伟大的和备受尊重的律师，他通过捍卫许多人和许多事业的权利，勇敢的寻求给官方宣称的中国『法治』赋予意义。他在国内外巨大数量的支持者将热切的希望知道他的命运。」英國《电讯报》則指，高智晟的魅力使得他被共产党認為是一个特别的威胁。法廣發表《釘在十字架上的高智晟》呼籲關注。
2016年出版秘密寫作的書籍《2017年，起來中國》，紀錄了中共對他的綁架、囚禁、酷刑，並見證到了神對他的啟示，預言中國共產黨敗亡，並就建設民主現代中國提出看法。2014年出獄後被當局持續軟禁，2017年8月失蹤至今，下落不明。

## 生平

### 童年與求學
高智晟，1964年出生於陕西省榆林市佳县佳芦镇小石板桥村的窯洞，出身於一個陝北農村家庭，家境貧寒，在家中七個兄弟姊妹中排行第三。11歲時，父亲去世，他冒险採集药材以賺粮食養家。
1980年，十六歲那年考取重点高中，因家贫而中斷学业，和弟弟離家打工幹粗活、下煤窑挖煤，但做苦功兩年，卻遭吞沒工資，只好返回老家。
1985年，二十一歲那年，為了糊口生存而加入解放軍，在軍中結識同為軍人的耿和，三年後高智晟退伍，並在1990年與耿和結婚。

### 半工半讀
1991年起，27歲的高智晟在新疆街頭一面推車賣菜，另一面自學、立志取得學歷以邁向律師之路。
1994年，與妻子团圆，30歲的高智晟在烏魯木齊擔任水泥廠工人，通过所有法律科目检定考獲得大專文憑。

### 執業律師
1995年，31歲的高智晟在新疆烏魯木齊成為律師，1996年開始執業，在烏魯木齊的兩年，約四分之三的案件都是幫助弱勢的免費義務官司案件。因應全國各地弱勢者的請求，高四處奔波辦案，不收弱勢者一毛錢，高自付路費，一度四處欠債籌路費。高也因此受到些同業的忌恨，遭受不少污衊舉報及攻擊。當記者問他這樣怎麼生活，高回答「我的出身很穷，我知道穷人的感情，所以我知道我要做什么。……我不会把帮助别人看成是对别人的施舍。我的目光很长远，我要用我的这一辈子拯救我的下一辈子！」高認為律師應當為弱勢者撐腰。
2000年，36歲的高智晟，從新疆搬到北京，成立「晟智律師事務所」陸續聘僱20名律師，2001年獲中華人民共和國司法部選為「中國十大傑出律師」。
高智晟給自己定下了執業生涯的規矩「三分之一案件，都為窮人弱勢免費打官司」，甚至自掏腰包資助當事人。資歷豐富的郭國汀律師盛讚高為「当代中国最伟大的人权律师之一」。
2004年12月26日，高代理並调查石家庄法輪功学员黄伟案。

### 維權
政論家許行2005年底撰文表示，中國現有12萬名律師，在勇於承接人權案件約僅20位以內當中，敢於觸動維權運動的最危險禁區的高智晟是最勇者，讚譽他是「維護中國法治的良心和脊梁」。前六四學運領袖王丹讚高為「2005年的中國英雄」，致當局的公開信催人淚下。高智晟讚揚法輪功學員的反迫害精神，認為借鑑他們內心的堅定。

#### 為法輪功上書
高智晟在2005年三次上书中国執政当局，陈述了法輪功人士合法权利没有得到保障、相关处罚没有依据程序、被剥夺司法求助的现况，并要求有关当局改变現況。高智晟接受BBC專訪表示，「我們選擇給領導人寫信的方式，這在制度文明國家看來是個笑話，同時也是律師的恥辱和痛苦。」
晟智律師事務所于2005年被中國当局勒令停业一年，在這段時間前後，中國當局派遣人員對其進行跟蹤、限制人身自由；美国众议院2006年4月下旬以421票对0票通过决议，要求中国政府恢复高智晟律师执照并重新开业。
- 2004年12月31日，（致當局1）〈高智晟致全国人大的公开信〉
- 2005年10月18日，（致當局2）〈停止迫害自由信仰者，改善同中国人民的关系-高智晟致胡锦涛主席、温家宝总理的公开信〉
- 2005年11月22日，〈高智晟致胡温的第二封公开信〉
- 2005年12月12日，（致當局3）〈必须立即停止灭绝我们民族良知和道德的野蛮行径-高智晟致胡锦涛、温家宝及中国同胞的公开信〉
- 2005年12月13日，〈高智晟退出中國共產黨的書面聲明 （页面存档备份，存于）〉

調查中共610辦公室
第三封致胡、溫公開信，是高智晟與北大學者焦國標親自十多天調查法輪功學員情況後寫下，他形容由周永康主導的中共法外機構610辦公室是「国家政权内且高于政权力量的黑社会组织，它是可以操纵、调控一切政权资源的黑社会组织。一个国家宪法及国家的权力结构安排规范中没有的组织，却『行使』着本只能由国家机关才能行使的权力及许多连国家机关都根本不能行使的『权力』。它『行使』着在这个星球上，人类有国家文明以来，作为国家从不能拥有的权力。」「以『610』为符号化的的权力，正在持续地以杀戮人的肉体及精神、以镣铐和锁链、电刑、老虎凳等形式与我们的人民『打交道』，这种已完全黑社会化了的权力正在持续地折磨着我们的母亲、我们的姐妹、我们的孩子及我们的整个民族。」並描述了610人員及警察對法輪功學員（不分男女）性器官的「極其下流」攻擊。
高在親自調查法輪功學員遭遇後，寫下第三封給胡溫公開信，隔天就發表退黨聲明 （页面存档备份，存于）表示「對中國共產黨的徹底絕望」、「我們是在和一些聖賢（法輪功學員）打交道，她們的不屈的精神，高貴的人格及對施暴者的寬恕襟懷是我們今天中國的希望所依，也是我們堅強下去的理由所在！」
參與中共摘取器官的調查
2006年3月蘇家屯事件曝光后，高智晟公开表示参与调查事件真相。自2006年6月起，加拿大前亞太司長大衛·喬高和國際人權律師大衛·麥塔斯持續要求進入中國大陸進行獨立調查，但遭中国政府拒絕。高智晟為促成調查，主動自北京發邀請函，高於2006年8月遭秘密逮捕、酷刑，被以煽動顛覆罪起訴並遭秘密審判判刑。

#### 跨省接力絕食
2006年高智晟就太石村事件及汕尾事件（被稱為二次天安門事件）等維權事件後，发起维权接力绝食，成立「維權絕食團」，獲得中國25省人士響應，後來香港、台灣的法律界、政治人物也響應，擴大為世界四大洲幾十個國家地區的全球接力絕食，但許多中國大陸絕食者、志工遭當局綁架失蹤，高智晟也受到當局特務的監控騷擾；2月13日他發表〈每个人都能行 用自己的身体 在自己的家里〉文章，3月6日「全球萬人絕食」啟動。

#### 知名案件
- 2006年苏家屯事件調查
- 2005年“中国家庭教会第一案”/蔡卓华牧师案（wikidata），蔡被指控非法印刷《聖經》
- 2005年杨子立颠覆国家政权罪申诉案
- 2005年汕尾东洲事件（二次天安門事件）
- 2005年自由作家郑贻春案
- 2005年陕西铜川煤矿案
- 2005年郭飞雄案
- 2005年番禺太石村罢免事件
- 2005年朱久虎案
- 2004年石家庄法轮功学员黄伟行政诉讼案
- 2003年起，陕北油田维权大案，被稱為「中國民間企業維權第一案」，他主導參與並親自調查。牽連上千家民營企業、六萬名投資人、十多萬利害關係人，資產超過一百四十億人民幣[46][47]。

### 退出共產黨
接下中共當局的禁忌案件，在接著一年內發表三封給中國政府領導人的公開信為法輪功人權請命。他還投入陝北油礦維權案、廣東汕尾開槍事件的調查。
高智晟2005年11月受洗成為基督徒，並與妻子公開宣佈退出共產黨。他表示「今天中国社会的这种整体的道德沦丧、权力对人民的这种毫无底线的残暴都是因为我们没有信仰。」
2005年12月13日，又在《大紀元時報》發表公開退黨聲明，美國之音引述該聲明「作为一名已多年不交党费、不过『组织生活』的党员，从即日起宣布退出中国共产党」。高把12月13号宣布三退日称为他「人生中最自豪的一天。」他另發表〈退黨近神，肩住中國懸往非和平轉型深淵的車輪 （页面存档备份，存于）〉一文指出「我们不仅要使转型之后的社会制度是中国历史上前所未有的，而且我们必须要以中国历史上前所未有的转型手段和转型过程来完成转型，要警惕中国社会再行回到暴力转型的价值当中去。」。他接受自由亞洲電台詢問，說明退黨 （页面存档备份，存于）是「对这个党的心灵抛弃」，並表述其心情及理由。高妻耿和也於2005年在網上聲明公開退黨。
在廣東發生當局槍殺和平抗議民眾事件後，高在2005年12月15日再發表〈這個政權從來就沒有停止過殺人 （页面存档备份，存于）〉，指出「現政權的殘暴、愚蠢及無法無天的時間與它存在歷史一樣長。」呼籲每個中國人「丟掉幻想……以一切可能的方式力促身邊的人退出這殺人的集團」，不再做殺人者的幫兇或工具，退出共產黨。他認為如此才能從根本上徹底擺脫中國人民的災難厄運。高公開推崇大紀元時報系列社論《九評共產黨》的價值，指出「《九評》是中國人民用血和淚寫成的；《九評》是終結中國共產黨罪惡生命的死刑判決書」。傳播九評，是一場以真相和道德為結束武器的戰爭。

### 判刑与迫害
2006年8月遭綁架、吊銷律師執業證。2006年12月22日被判有期徒刑三年、缓刑五年、剥夺政治权利一年，但卻5年間屢遭綁架失蹤酷刑，2011年緩刑被撤銷入獄3年。
高智晟參與維權獲得全家人的支持，儘管家人遭受很大壓力與迫害。不過，由於3年多來全家人不斷遭到公安特務的騷擾，行動受限制並遭長期跟蹤監控，遭受迫害並導致被迫失學的女兒曾試圖自殘自殺。
从2006年2月起，由中共中央政法委副書記周永康指令成立了一个由公检法、安全等部门组成的专案组，每个星期一召开一次例会，每次例会都由中央政法委主持，汇总有涉高智晟案件的国内外情报以及最新所谓的“敌情动态”，发布最新指示。说这个专案组并不因为高智晟的判刑就停止运作，还将长期运作下去，要尽一切资源和手段遏制高智晟一家，说决不允许高智晟的问题成为一个长期的问题。
2007年4月，高透過信件表示，当局「中共內部反動勢力」最关注的两点是法輪功和他发起的维权接力绝食。他引述一名专案组成员的對话「815（對高智晟的代號）你是个怪胎！我们用多大的动静对付你。这是我们（19）89年之后，个案上全国最大的一次行动。在一个人的案件上，我们从未投入过这么多的人力物力。你的案件给党和人民造成多大的麻烦！」
2006年8月15日，高智晟於山東姊姊家中遭中国當局人員秘密拘捕（暴力綁架）、吊銷律師執業證。至9月21日，中国當局以「煽動顛覆國家政權罪」將高正式拘捕。被捕後，高的家属人身受到當局的嚴密控制，阻斷了與外界的正常通訊，甚至對高的妻子實施毆打。12月21日，北京市第一中級人民法院作出一審判決：以煽動顛覆國家政權罪判處高智晟有期徒刑3年，緩刑5年，剝奪政治權利1年，耿和說當局從未把判決書給家人及律師。但五年緩刑期間，就有長達三年時間處於失蹤狀態。他总共被关押时间是129天。其中被拷住双手的时间是600小时；被固定在特制的铁椅上的时间是590多小时；被左右双向强光灯照射的时间为590多小时。129天里，被强制盘腿坐在地板上反思罪过的时间是800小时左右；被强制擦铺板的次数为385次。这些都是他们交由同监室的犯人来强制执行。
12月12日上午，高智晟一案在「未通知其家人、辩护律师未到庭」情况下，在北京第一中级人民法院“开庭审理”。国外电台报道称受高智晟的亲属委托的莫少平律师认为法院的做法有数处违法。法院曾告知莫少平律师「高智晟拒绝任何人为他辩护」，却在庭审时给他指定两名辩护律师。高智晟被捕后，當局始終拒绝其辯護律师、家人会见当事人，非法剥夺了高智晟在偵查阶段获得律师帮助的权利。
高智晟一案引起了国际广泛关注。美国国务院14日发表声明称，已注意到有关高智晟家人及律师未被允许出席庭讯的报道，正进一步了解情况，並要求釋放高；該案顯示中國當局意圖懲罰社會積極人士依法維護民權的趨勢，美國已一再向中方關切。
2007年4月20日撰寫，9月8日輾轉透過外界發表。五點包括，（1）不承認當局以反人性暴行強加恥辱罪名，（2）不承認虛假的『悔罪書』所有文字意思、以及被強迫「不再參與維權」的書面聲明，（3）重申堅持2005年退黨聲明。（4）再次堅持、肯定2006年8月15日被當局抓捕之前所發表的文章及其事實信念，包括三封公開信。（5）永遠與壓制思想的反人性專制暴政誓不兩立。
2007年9月12日，高智晟公開發表〈致美國國會公開信 （页面存档备份，存于）〉，1.3萬字長篇描述中國人權實況、呼籲美國總統及國會議員效法前總統雷根抵制出席2008年北京奧運。接著，高失踪逾50天，2009年外界才獲悉，高在該期間遭中共公安施以反人道酷刑。
在信中，高依序列出中國人權狀況八大問題
1. 正在發生着的宗教信仰方面的血腥罪惡
2. 對人民自由權利的野蠻壓迫
3. 對維權運動的兇殘打壓暴行
4. 對人民私有財產的劫持惡行
5. 環境災難必將斷送四分之一人類的前程
6. 涉農問題
7. 司法的反動已至極致
8. 日常化了的普遍災難

|                        | ……我堅信上述罪惡公然的存在，同時也冒犯了含諸位在內的全人類的正義感和自由感。我堅信諸位與和我一樣會認為，在這樣的真相面前無動於衷，那就是放棄了人應有的感情和責任。我堅信，諸位與我們一樣，也意識到西方的政治和經濟都是在以犧牲倫理價值來換取眼前利益。我堅信，大家與我一樣的渴望並願努力致力於去彰顯人類理性的力量: 改變暴政，制止罪惡，結束全人類共同的尷尬。堅信諸位與我一樣認識到，權力的專有及符合這種專有規則的代代傳承，是將全體中國人當成私有的牲畜一樣傳承著，獲得這種傳承者不是因為他的能力和道德，而是因為他們的缺德。這種存在如不盡早改變，將有辱人類理性。諸位和我一樣堅信，滿足邪惡制度舉辦奧運會的要求，是奧運史上的一個黑暗事件，是一件令全體人類蒙羞的事件。…… ……在中國的當今，有令人沮喪的一面，也有令人感到希望的一面。令人沮喪的是……中國官場形成了一種官官相護的病態的平衡……這種病態平衡的生態鏈，成為中共行惡卻未被推翻的重要支柱，即使作為胡錦濤與溫家寶個人，無論他們抱有什麼樣的美好願望也無能為力去改變。而令人感到希望的一面則是，無論是法輪功還是基督教等信仰團體，他們通過對信仰的追隨，正在重建他們的道德。他們通過自己的苦難承受而選擇了不與這個散發著腐臭的病態平衡同流合污，他們對中共暴政的和平的公民抗命行為正在扭轉著中國的命運，並成為未來中國穩定與發展的基石。這種自下而上、自內心而改變外在的道德覺醒正在社會各階層迅速延伸，在消解著中共維繫的病態平衡的同時推動中國向良性方向發生和平轉型，這些團體是每一個想與未來的中國打交道的政治家都不能忽視的力量。 |
| ——〈致美國國會公開信〉 | |

2009年2月9日網上流傳出高智晟署名寫於2007年11月28日被警察围困的北京家中的文章〈黑夜、黑頭套、黑幫綁架 （页面存档备份，存于）〉 一文，表示高在2007年被秘密綁架後，五十多天內遭受嚴重酷刑，引起美國、法國、德國等各國媒體關注。例如：秘密警察以電擊、竹簽捅生殖器等性酷刑、被烟头烫鼻子及眼睛等各種肉體與精神酷刑，公安表明是以「對待法輪功的酷刑」方式對待他、並說高智晟不可能活著出去。後來，當局以多種酷刑手段逼他写批判法輪功的文字但未能如願；但他做了部分妥協，亦即在假筆錄上簽名「政府沒有綁架高、沒有酷刑折磨、對高全家關愛倍至」。因為，公安威脅高若把酷刑向外界透露，將在高的妻女面前折磨高，且其女兒將會死亡。後获得高妻耿和证实，确是高本人所写。
高智晟在這篇2007年11月所寫長達5千字的文章中描述，
|                              | 我费尽周章终会面世的文字，将撕去今日中国许多东西的人相，露出“执政者”那超乎常人想像的心肠本色。当然，这些文字亦势将给今天共产党在全世界的那些“ 好朋友”、“好伙伴”带来些许不快、甚而至于难为情＿＿这些“好朋友”、“好伙伴”们内心对道德及人类良知价值还存有些敬畏的话。……我在这五十多天里遭遇到的肉体及精神折磨所谓骇人听闻。……还发生了一些为人类政府记录史所不耻的肮脏过程。…… 四支电警棍开始电击我，我感到所击之处，五脏六腑、浑身肌肉像自顾躲避似的在皮下急速跳躲。我痛苦的满地打滚，当王姓头目开始电击我的生殖器时，我向他求饶过。我的求饶换来的是一片大笑和更加疯狂的折磨。 ……期间有过许多奇异的感觉，诸如：有时候能真真切切地听到死，有时又能真真切切地听到生。到第十二、三天后我完全睁开眼时，我发现全身的外表变得很可怕，周身没有一点正常的皮肤。 我想提醒今天共产党在全球的那些“好朋友”、“好伙伴”们：共产党对国内人民愈发蛮横及冷酷的十足底气，是被我们和你们一同给慣出来的。 |
| ——〈黑夜、黑頭套、黑幫綁架〉 | |

2009年2月4日，高智晟在陝西的老家被超過200名警察帶走關押，長期下落不明。後來方知遭單獨囚禁及酷刑。引起国际社会关注。2009年2月9日，高智晟描述2007年遭秘密綁架後遭酷刑的文章曝光。美国德州基督教团体对华援助协会收集了15万人的签名，要求中国释放高智晟。

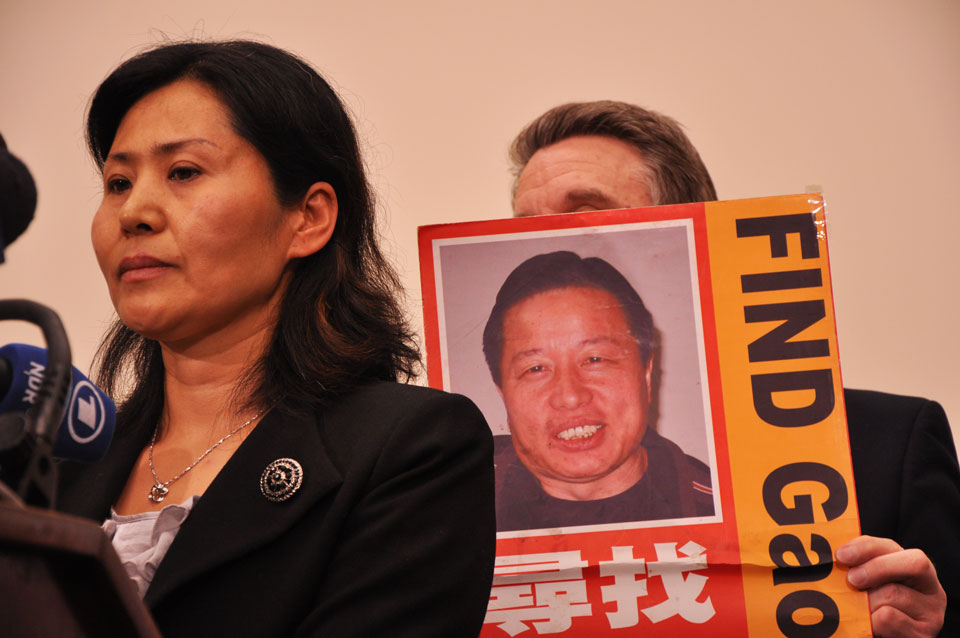
耿和赴美後，在2011年1月記者會上呼籲尋找下落不明的高智晟。

2010年1月14日，高智晟哥哥高智义接受美联社电话采访时说，把高智晟抓走的警察声称「高智晟已于2009年9月份失踪」。原话称其“迷了路，走丢了”。1月21日，中国外交部发言人马朝旭在例行记者会上答复有关高智晟行踪的问题时说，“中国有关司法机关已就这个案子作出了判决，应该说“这个人按照中国的法律在他应该在的地方，至于说他具体在做什么就不是我能掌握的信息”，你可向有关部门提问。”這是當局首度承認知悉高的下落
2010年2月4日，香港中國維權律師關注組、香港立法会议员何俊仁及多位香港维权人士要求北京当局交代高智晟下落。2月12日，中国驻美使馆告诉中美对话基金会执行理事康原，高智晟律师“在乌鲁木齐工作”，并与他的家人保持联系。但高智晟家属称，高智晟的妻子仍然没有与他取得联系。联合国反酷刑委員會高級專員曼弗瑞德·諾瓦克相信「高智晟遭到酷刑虐待」，中国外长杨洁篪2010年3月16日否认。但美聯社4月下旬公開的報導證實，高智晟2009年消失後長達14個月遭關押，期間所受酷刑程度「沒有言语可以形容」，比2007年失蹤時所受酷刑更加嚴重；例如警察曾脫光他衣服，輪流用手枪打他，甚至連續毆打两天两夜。
2010年3月，高智晟與家人電話聯繫。3月28日，高智晟通过电话与太太及亲友取得联系，表示半年前已获释放，目前身处山西五台山，前一段时间的沉寂是因为他希望能够静下心来，因此切断了与外界的联系。4月，高智晟一度現身北京接受美聯社專訪；美聯社披露高再受嚴重酷刑。在國際社會持續壓力下，4月7日，高智晟现身北京并接受了美联社的采访。在采访中高智晟表示“我没有能力坚持下去。一方面是我过去的经历，也正是这些经历深深地伤害了我的亲人。经过深思熟虑我最终做出的这个决定是为了寻求平静和安宁。”兩星期後之後，高再被強迫失蹤20個月。因為這次失蹤，美聯社決定公開高智晟在專訪中的更多秘密談話（高訪談中原先表明暫不公開），包括此前14個月遭到關押，期間所受酷刑程度「沒有言语可以形容」，比2007年失蹤時所受酷刑更加嚴重；例如警察曾脫光他衣服，輪流用手枪打他，甚至連續毆打两天两夜。妻子耿和獲悉後很難過，向記者表示「从他（接受專訪）的照片，整个形象的变化脸型都已经变得扭曲了」，經歷非常残酷、非人的虐待，跟2009年初相比，不過一年多卻將近老了二十歲。

### 入獄
2011年12月16日，根据新华社报道，高智晟的缓刑被法院撤销，高智晟将服刑3年。家人2012年1月到監獄探監遭拒絕，一度引發外界担忧高智晟已死亡。薄熙來被免職日，家人被通知允許見高，證實高智晟仍活著。
2012年3月24日，在高智晟失聯近2年後，高的大哥高智義、岳父等家人在新疆阿克蘇地區沙雅縣一座監獄，首次隔著玻璃與高智晟談話半小時。高家人約在3月15日前後接到當局通知准許探視，並下令不得告知外界；這一天正是原中共重慶市委書記薄熙來被胡溫當局免除重慶市委書記職務。美國之音報導，外界紛傳這透露中國政府領導層派系內鬥激烈且明顯而出現新局面，並引用媒體分析指出，或許跟「政法沙皇」周永康因為王立軍事件後處境不利有關。

### 出狱
2014年8月7日，高智晟被關押的新疆沙雅監獄透露，高智晟將於8月7日刑滿。但獄方表示需要與北京溝通，因此讓高的家人不要到監獄來接高智晟，等獄方的通知。
包括BBC等媒體關注，高智晟預計2014年8月7日刑期屆滿，主導迫害法輪功及高智晟的中共「政法沙皇」原政治局常委周永康7月底公開落馬「大老虎入籠」，高是否能獲得自由？外界呼籲中國政府如期釋放高。大赦國際發起「寫信給高智晟」營救馬拉松，各國民眾累計寄出逾16萬張明信片營救。台灣立法院2012年通過營救中國大陸良心犯決議，高智晟名列其中；台灣人權團體及國會議員要求釋放高、恢復其名譽，「我们认为高智晟没有罪，他是被政治迫害。」日本《朝日新聞》認為，高智晟被释放后如何被當局对待，将成为「习近平政府如何对待人权和言论自由问题的样板」。

### 妻小离境

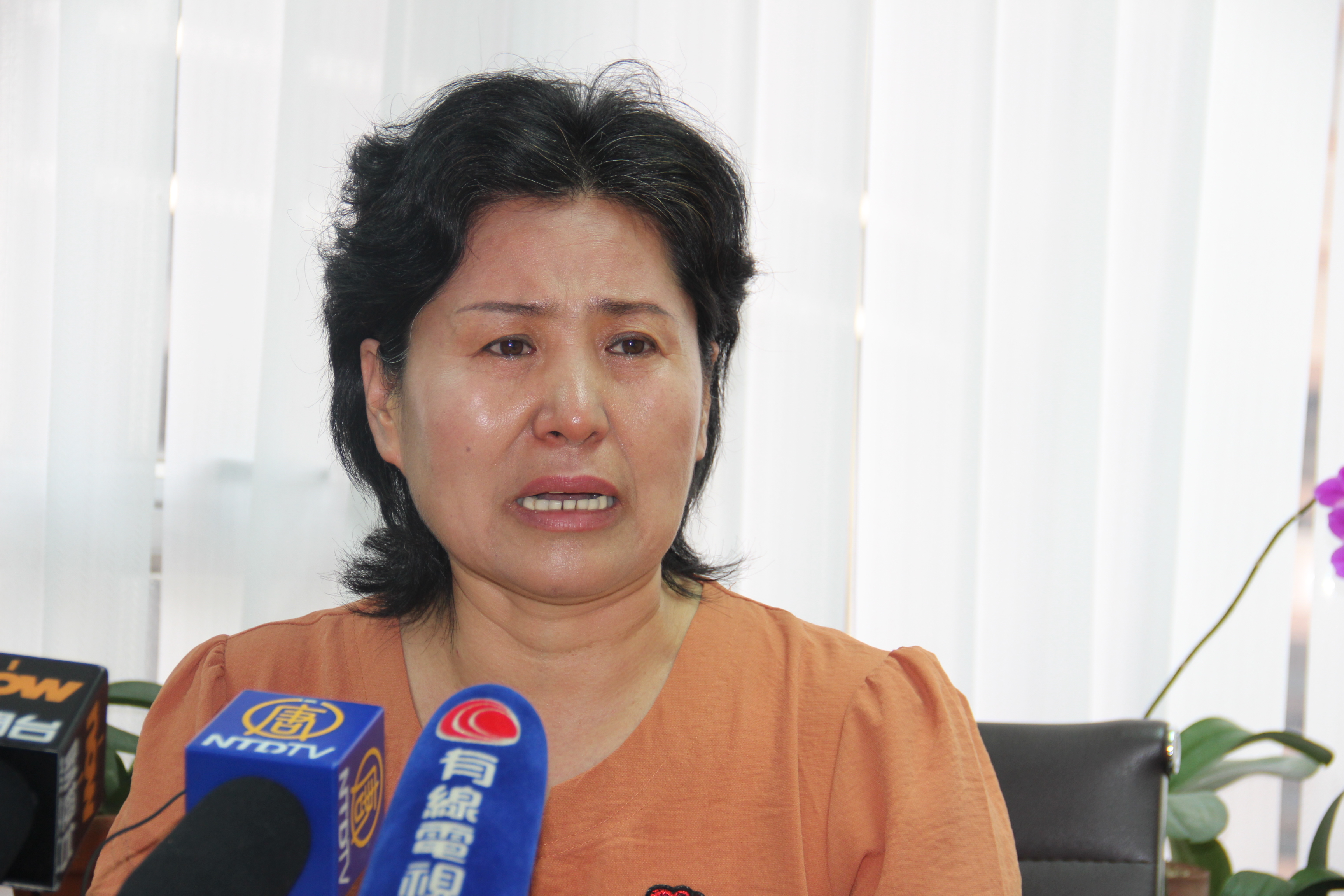
智晟的妻子耿和，摄于2019年香港记者会

2009年1月9日，妻子耿和決定為孩子冒險離開中國，在友人協助下帶著16歲女兒、5歲兒子，從雲南偷渡到泰國，在3月12日抵達美國取得難民身份後獲得政治庇護。
BBC報導，高智晟2007年4月曾透過信件譴責中共軟禁全家，指出当局为了彻底擊垮他，把他的妻子、孩子「做人质」，他寧願回去坐牢。「除电视机、电灯外，一切标志着今日人类文明的设施我们都恍如隔世。我们被强制不许见任何还活着的我们以外的同类。我们家成了囚禁我们四人的场所。我们成了这个时代人类最为孤独的人。 」「这样的做法是对整个人类道德文明的公然的、公开的、持续的挑衅和践踏。」高妻耿和2014年8月接受媒體訪問表示，希望有一天能跟丈夫一起生活，但若高選擇留在中国继续（維權）战斗，她将支持高。她還說，“我们（一家人）因为我丈夫的工作而做出巨大牺牲。……但是他（高）绝对没有做错任何事。”

## 获奖榮譽
- 据其所称2001年在中华人民共和国司法部和中央电视台和举办的《首届全国律师电视辩论大赛》中獲評「全国十佳荣誉律师」[90]。[註 1]
- 2005年，中国杰出民主人士，中国民主教育基金会[100][5]
- 2006年人權鬥士獎，亞太人權基金會
- 2006年特別人權英雄獎，中國自由文化運動
- 2007年奧地利布魯諾．克萊斯基人權獎
- 2007年5月，“勇敢提倡者奖”，美國庭審律師協會（英语：American_Association_for_Justice）授予[101]。
- 多次獲諾貝爾和平獎被提名人（例如2007[6], 2008, 2010年[102]）。逢《世界人權宣言》60週年，中國的高及胡佳被外媒普遍預測為獲獎大熱門[103]，但是实际頒給芬蘭前總統，部分人士質疑是中共當局壓力導致高智晟未獲獎[104]，歐洲議會副主席麥克米蘭指出，中国當局積極施加外交壓力，且諾獎委員被邀請到中國大陸。[105]。
- 2010年8月，国际维权律师奖（International Human Rights Lawyer Award），美国律师协会（ABA）授予。[106]
- 2011年，言論自由獎，國際查禁目錄組織。[107]
- 2012年，捍衛言論自由獎，美国纽约视觉艺术家协会[108]。
- 2012年，十佳維權律師獎，中華維權律師協會[109]。
- 2012年中国权势百人榜「榜首」，由海外的维权网站《参与》發佈，獲選理由為「年度受難者」，第二名為劉曉波[110]。
- 2016年，高智晟获颁齐氏文化基金会“推动中国进步奖”。[111]

## 家庭
妻子： 耿和
- 耿格：高智晟女兒，隨其母親耿和姓，2017年畢業於加州大学圣地亚哥分校。[112]

兒子： 高天宇

## 著作
- 高智晟文集-《神與我們並肩作戰》電子書，有聲書下載，2006年4月出版，ISBN 978-986-81636-2-1[24]

英文版名為《A China More Just: My Fight as a Rights Lawyer in the World's Largest Communist State》，國際學者基金會（the International Intellectual Fund）合作推動出版。
- 《中國民企維權第一案》，2006年6月出版[46]
- 《2017年，起來中國！酷刑下的维权律师---高智晟自述》，2016年在台湾出版[115][116]

## 相关報導
- 〈从挖煤工到知名律师：高智晟的法律维权生涯 （页面存档备份，存于）〉，《公益时报》，2005-04-13
- 〈法律容大情 正气挽天河——访多次免费代理医疗事故案件的律师高智晟 （页面存档备份，存于）〉，《中国医药指南》，2003-04
- 〈良心，使我無法拒絕〉，《北京日報》，2002年12月13日
- 〈良心律師〉，《中國質量報》整版[100]
- 〈愛的詩篇〉，報告高無償幫助貧弱事蹟，《中國律師報》頭版整版，1998年11月底[100]
- 〈正義萬里行〉，《新疆日報》[100]

### 營救網站
- Help Free Gao Zhisheng （页面存档备份，存于）（要求释放高智晟的签名网站）
- 聲援民族良心高智晟律師網站

### 相關影視
- 《超越恐懼-高智晟的故事》-2013年紀錄片（中英文）[117]，〔Youtube線上觀看 （页面存档备份，存于）〕
- 專題片《中國的良心：高智晟》上集 （页面存档备份，存于）、下集 （页面存档备份，存于）
- 高智晟文集-《神與我們並肩作戰》電子書，有聲書下載
- 歌曲〈天下出了个高智晟〉 （页面存档备份，存于）, 中國盤古樂團